# Spam (carne)
La SPAM, abbreviazione di "spiced ham", è un tipo di carne in scatola a base di carne di maiale e spezie, prodotto dalla Hormel Foods Corporation, nato nel 1937.
È diventato un piatto tipico della cucina hawaiana.
È entrato a far parte del folklore grazie ad uno sketch realizzato dai Monty Python, intitolato proprio Spam.

## Varietà
Ci sono diverse varietà della carne Spam:
- Spam Classic – classica
- Spam Lite – 50% di grassi in meno
- Spam Less Sodium – 25% di sodio in meno
- Spam Over Roasted Turkey – carne di tacchino
- Spam Hickory Smoked – affumicata
- Spam with Bacon – aroma di pancetta
- Spam with Cheese – con formaggio
- Spam Hot & Spicy – con tabasco
- Spam Spread – spalmabile
- Spam Hot Dogs – Hot dog con carne Spam
- Spam Jalapeño – con peperoncini Jalapeño
- Spam with Garlic – aroma di aglio

La Spam è venduta in due formati: uno doppio (classic) e uno singolo (single).

## Influenza nella cultura di massa
La posta elettronica indesiderata ha preso il nome di spam in seguito a uno sketch comico del Monty Python's Flying Circus, ambientato in un locale dove la cameriera cercava di vendere a tutti i clienti lo stesso piatto a base di Spam.
Curzio Malaparte nel romanzo La pelle del 1949 cita più volte lo Spam come importante ingrediente dei pasti dei soldati americani durante l'ultimo conflitto mondiale.
All'inizio del film Di nuovo in gioco del 2012, Clint Eastwood fa colazione con una scatoletta di spam definendola, ironicamente, la "colazione dei campioni".
Nel film  50 volte il primo bacio, ambientato per l'appunto alle Hawaii, il protagonista interpretato da Adam Sandler è un patito della pietanza.